# Wikimedia Commons

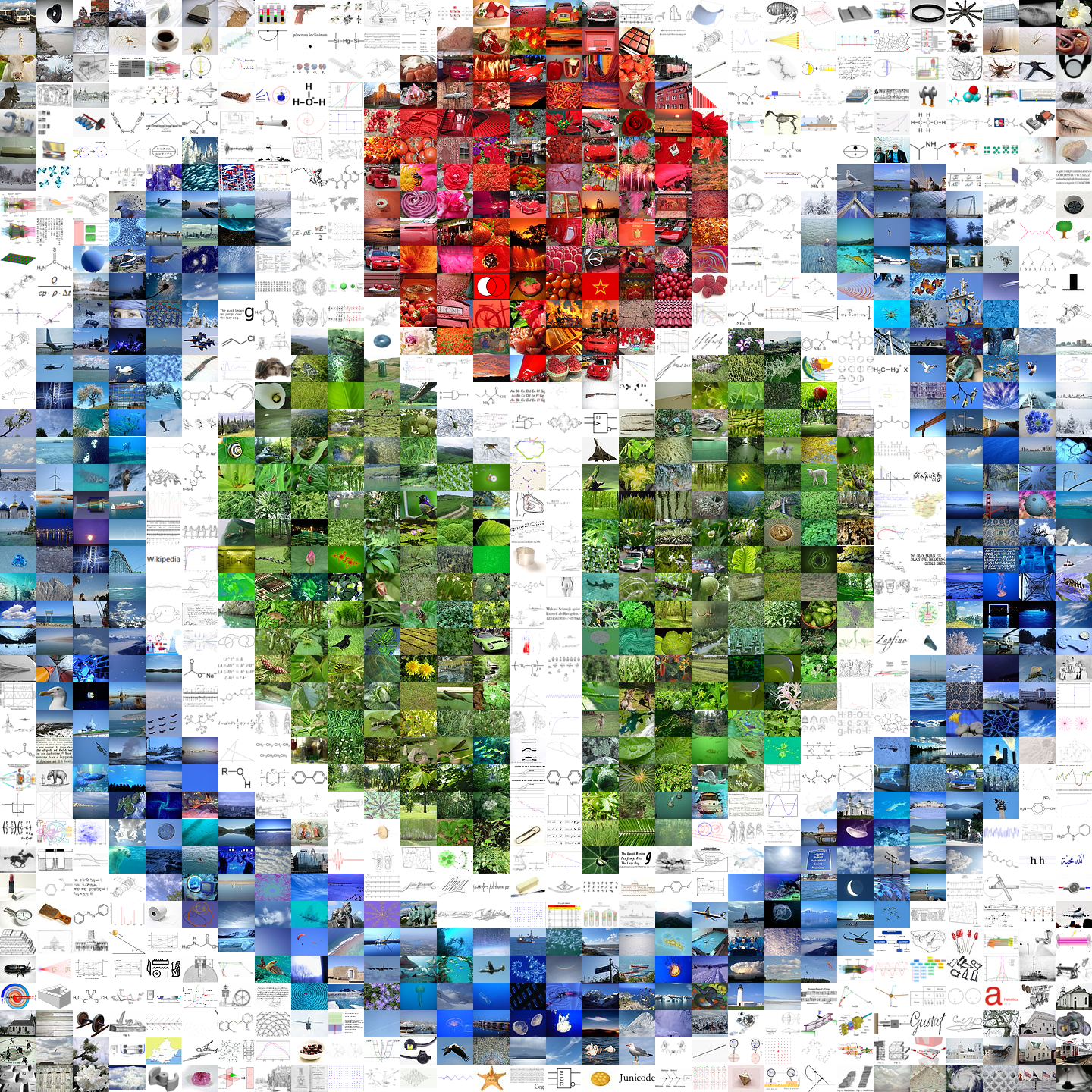
Mosaico de imágenes de Commons formando el logotipo de Wikimedia

Instrucciones de Wikimedia Commons en español

Wikimedia Commons (frecuentemente abreviado como Commonswiki o simplemente Commons o WikiCommons) es un proyecto de la Fundación Wikimedia creado el 7 de septiembre de 2004, cuyo objetivo es servir como almacén de archivos de imágenes y otros formatos multimedia para el resto de los proyectos de la fundación. Todos sus archivos deben haber sido liberados bajo licencias libres (como la licencia de documentación libre de GNU) o en el dominio público. Actualmente, preserva más de 100 millones de ficheros multimedia libres.
Se basa en un wiki configurado de tal forma que los archivos allí contenidos están disponibles en todos los demás wikis de los proyectos de Wikimedia de forma transparente. Esto permite una gestión centralizada de este tipo de archivos en todas las versiones de Wikipedia, Wikilibros, etc.
Es posible editar las páginas de Commons sin registro previo, pero es necesario registrarse para subir imágenes.

## Historia
Antes de Commons, existía una importante duplicación de esfuerzos entre los proyectos de Wikimedia, así como en las versiones en distintos idiomas de ellos. Para que un archivo que existía en un wiki pudiera utilizarse en otros, debía ser subido de nuevo a cada uno de ellos, lo que producía una duplicación innecesaria de archivos y el aumento del mantenimiento.
En marzo de 2004, el usuario Erik Möller propone la creación de un repositorio centralizado de archivos multimedia, que sería bautizado como "Wikimedia Commons" y lanzado el 7 de septiembre del mismo año. A finales de octubre, una modificación del software realizada por él mismo permitió por primera vez que los archivos de Commons pudieran ser utilizados directamente en los demás wikis, sin necesidad de subirlos por separado a cada uno de ellos. En noviembre se eligió el logotipo del proyecto, obra del usuario Reid Beels, quien lo había creado originalmente para Wikinoticias, habiendo sido rechazado.

### Origen del nombre
El nombre "Wikimedia Commons" deriva del nombre del proyecto principal "Wikimedia", que mantiene todos los proyectos de Wikimedia y del vocablo inglés commons (en español: campo comunal) ya que su contenido es compartido por todos los proyectos de Wikimedia, en diversos idiomas y de diversas clases.

### Hitos

Crecimiento de Wikimedia Commons. Número de archivos subidos a lo largo del tiempo.

- El 30 de noviembre de 2006, alcanzó el primer millón de ficheros almacenados.
- El 2 de septiembre de 2009, alcanzó los 5 millones de ficheros almacenados.
- El 27 de enero de 2010, alcanzó el primer millón de usuarios registrados y también las 8 millones de páginas.
- El 15 de abril de 2011, alcanzó los 10 millones de ficheros almacenados.
- El 4 de diciembre de 2012, alcanzó los 15 millones de ficheros almacenados.
- El 25 de enero de 2014, alcanzó los 20 millones de ficheros almacenados.
- El 11 de marzo de 2015, alcanzó los 25 millones de ficheros almacenados.
- El 13 de enero de 2016, alcanzó los 30 millones de ficheros almacenados.
- El 21 de julio de 2017, alcanzó los 40 millones de ficheros almacenados.
- El 7 de octubre de 2018, alcanzó los 50 millones de ficheros almacenados.
- El 11 de enero de 2022 alcanzó los 80 millones de ficheros almacenados.
- El 10 de enero de 2023 alcanzó los 90 millones de ficheros almacenados.
- El 16 de noviembre de 2023 alcanzó los 100 millones de ficheros almacenados.

## Política
Wikimedia Commons no permite archivos bajo fair use, ni licencias que no sean libres, ni licencias libres que no permitan el uso comercial o la creación de obras derivadas (así, no se admiten las variantes "NonCommercial" o "NoDerivs" de Creative Commons). Se admiten únicamente archivos en el dominio público o liberados bajo licencias libres como la licencia de documentación libre de GNU o Creative Commons "Attribution" y "ShareAlike". Esto hace que la mayoría de los wikis permitan aún la subida de archivos local, para poder así subir materiales que las políticas de esos proyectos admiten, pero que violan las normas sobre licencias de Commons.
Dado que el propósito principal de Commons es servir de apoyo al resto de wikis de Wikimedia, se exige que los archivos tengan una utilidad potencial para los demás proyectos. Así, no se admiten fotografías y otras obras puramente personales, al contrario que en repositorios como Flickr. A pesar de ello, muchos de los archivos alojados en Commons aún no se han utilizado en ningún otro lugar, y puede que nunca lo hagan, ya que hay multitud de temas sobre los que hay muchas más imágenes que las que necesitan los demás proyectos. Esto hace que, por ejemplo, sea algo frecuente que en un artículo de Wikipedia se enlacen las galerías de Commons sobre el mismo tema como forma de facilitar material complementario.